# 조선총독부 의옥 사건

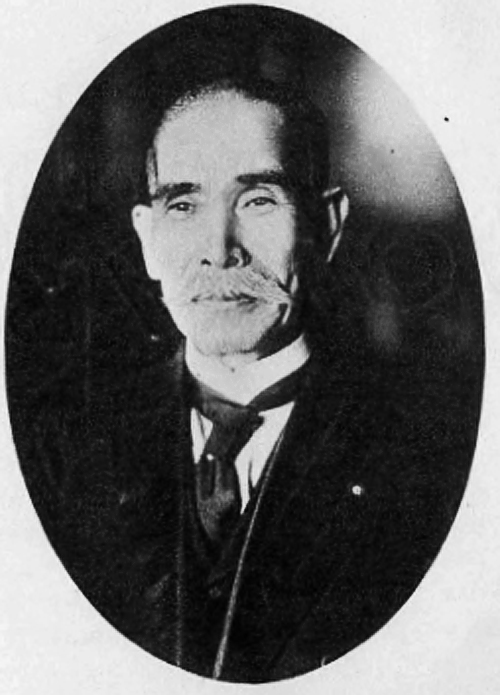
조선 제 4대 총독. 야마나시 한조.

조선총독부 의옥 사건(朝鮮總督府 疑獄 事件, 혹은 대의옥사건, 총독 독직사건)은 1929년에 일어난 의옥사건이다.

## 설명
원래 야마나시 한조(山梨半造)는 시베리아 출정 당시 일본군이 가져온 황금을 횡령한 사건 등 다양한 부정 사건에 연루되어 별명이 배금장군이었다고 한다. 이후 1927년 제 4대 조선 총독으로 임명되어 총독으로서의 임무를 일정한 기간 동안 맡게 되었는데, 1928년 조선의 독립운동가인 조명하(趙明河)가 육군 특명 검열사의 자격으로 타이완에 온 구게(公族)이자 쇼와 덴노의 장인인 구니노미야 구니요시(久邇宮邦彦王)를 독검으로 찌르는 의거로 일본 정부 내의 그의 신뢰도는 떨어졌고, 그는 더욱 곤경에 빠졌다. 이에 더하여 1929년 입헌민정당(立憲民政党)에 의해 경성에 미두취인소 설립을 허가해주는 대가로 야마나시의 측근을 통해 5만원 상당의 뇌물을 야마나시 한조에게 전해줬다고 하는 사건이 발발하였는데,이것이 바로 조선총독부의옥사건이다. 이에 의해 야마나시 한조는 총독직을 사임하였다. 후에 미두취인소 설립을 인가해준 측근은 집행유예, 그 중 하나인 츠키노는 유죄, 야마나시 한조는 무죄 선고를 받았다.

## 같이 보기
- 야마나시 한조
- 조선총독부